# IC 3160
IC 3160 је појединачна звијезда у сазвјежђу Дјевица која се налази на листи објеката дубоког неба у Индекс каталогу.
Деклинација објекта је + 9° 6' 6" а ректасцензија 12h 20m 0,1s.